# Cilinaya

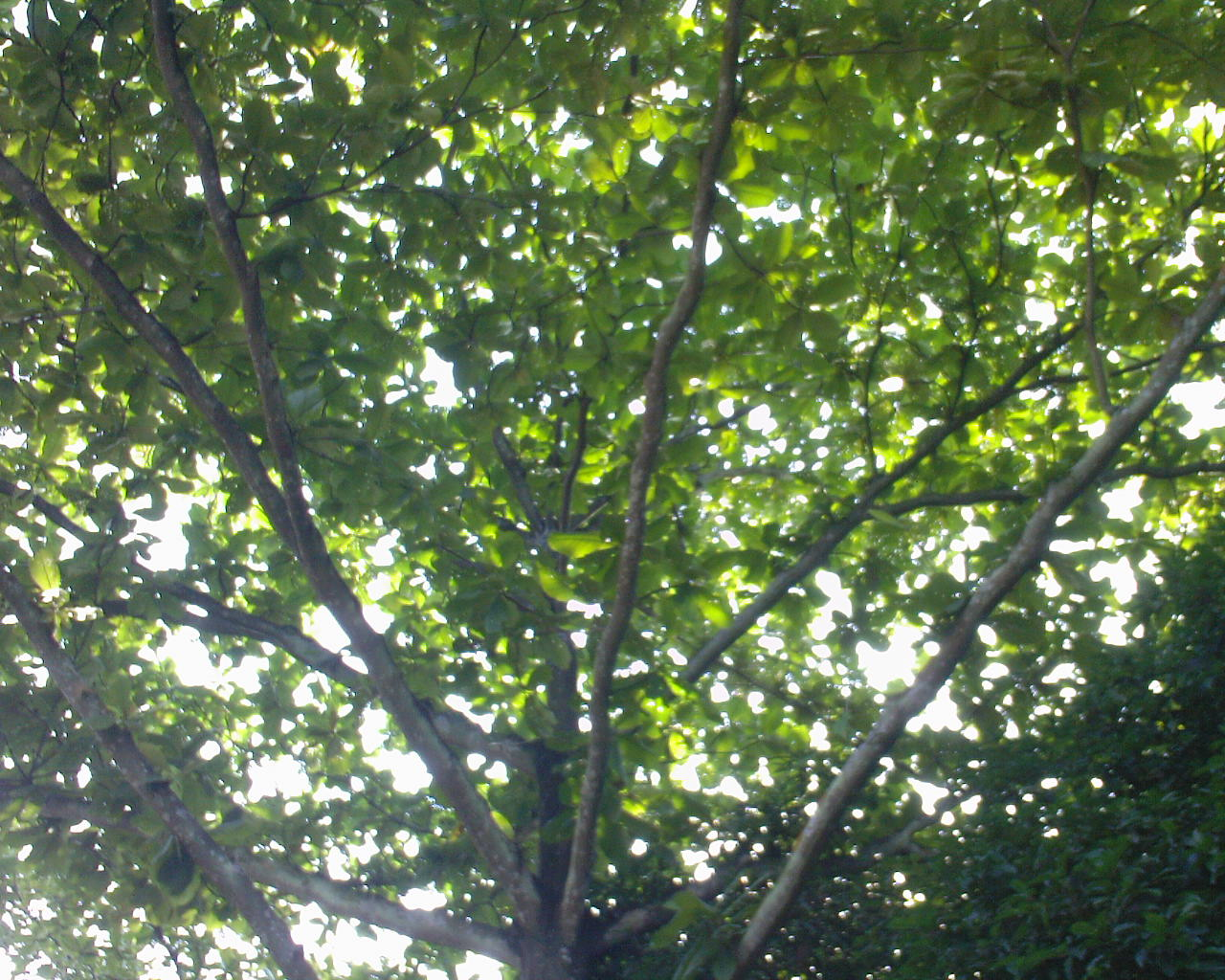
Ketapangboom

Cilinaya is een volksverhaal uit Indonesië.

## Het verhaal
De koning van Daha en de koning van Keling zijn broers en ze bidden op Batu Kemeras (een bergtop en heilige plaats) om een kind. De koning van Kili wil een hele sirihstel offeren. De koning van Daha beloofd een buffel te slachten met huid zo zacht als zijde, horens van goud en hoeven van zilver. De koning van Daha krijgt een meisje en de koning van Keling een jongen. De koning van Keling neemt een buffel met huid zo zacht als zijde, horens van goud en hoeven van zilver mee. De koning van Daha neemt een kleine buffel mee en de dieren worden geofferd op Batu Kemeras.
Er steekt een storm op in Daha en de kleine prinses wordt meegevoerd. Ze komt in een park bij het echtpaar Bangkol en ze wordt Cilinaya genoemd. Ze leert koken, weven, borduren en andere vaardigheden. Op een dag gaat prins Panji uit het koninkrijk Keling jagen en hij bezoekt het echtpaar. Via een droom weet hij dat er een dochter is die mooier is dan een bidadari (hemelwezen). Het echtpaar verteld kinderloos te zijn, maar de prins vindt Cilanaya onder een stapel garen achter het bamboe weefgetouw door haar haren. De prins trouwt met Cilinaya, maar vertrekt na een jaar. Cilinaya is net bevallen en kan niet mee.
In Keling vertelt de prins dat hij getrouwd is en de koning verzint een list om van het gewone meisje af te komen. De koning doet alsof hij ziek is en Raden Panji moet een groen hert zoeken, met het hart kan de koning genezen worden. Als de prins is vertrokken, stuurt de koning een vertrouweling naar Cilinaya. Cilinaya wordt meegenomen naar de Tanjung Menangis en huilt. Ze vraagt een majavrucht te plukken, deze vrucht moet de plaats van haar borst innemen als ze haar kind niet meer kan voeden. Ze vertelt dat ze van koninklijken bloede is als haar bloed lekker zal ruiken. Onder een ketapangboom wordt Cilinaya gedood en de baby omarmt de majavrucht, het bloed van de moeder ruikt erg lekker.
Prins Panji en zijn broer prins Irun zoeken het groene hert en horen een baby huilen. Prins Panji herkent zijn vrouw en hij huilt, het begint te waaien, bliksemen en donderen. Het wordt donker en een stem zegt de prins het lichaam in een kist te leggen. De kist moet afdrijven naar de zee en ooit zal God hen weer samenbrengen. Prins Panji laat zijn broer en volgelingen een kist maken en er zit een lang touw aan. Met de baby in zijn armen houdt hij het touw vast, maar het breekt door de wind. De kist wordt naar Daha gevoerd, daar is een strandfeest gaande.
De koningin ziet de kist en laat hem uit zee halen. Cilinaya ligt te slapen, God had haar dood nog niet gewild. Na jaren wordt er een hanengevecht georganiseerd door de koning van Daha. Een kleine jongen met een haan met groene veren, een mooie kam en prachtige staart is aanwezig. De haan kraait do, do prins bloem vrucht maja, mijn vader heet Panji mijn moeder Cilinaya. Cilinaya weet dat dit haar zoon is en prins Megatsih wordt uitgedaagd. De haan van prins Megatsih wint en zo krijgt hij het halve koninkrijk. Cilinaya vertelt dat ze de moeder is en de prins keert terug naar Keling. Prins Panji gaat naar Daha om zijn geliefde echtgenote te halen en ze leven nog lang en gelukkig.